# Museum Vleeshuis
Museum Vleeshuis in Antwerpen is een monumentaal voormalig gildehuis gelegen aan de Vleeshouwerstraat tussen de Drie Hespenstraat en de Repenstraat. Het gebouw dateert uit het begin van de zestiende eeuw. Vanaf 1913 is het een museum voor toegepaste kunsten, waaronder muziekinstrumenten. Sinds 2006 is het geheel gewijd aan 800 jaar muziekleven in Antwerpen en de Lage Landen.

## Geschiedenis

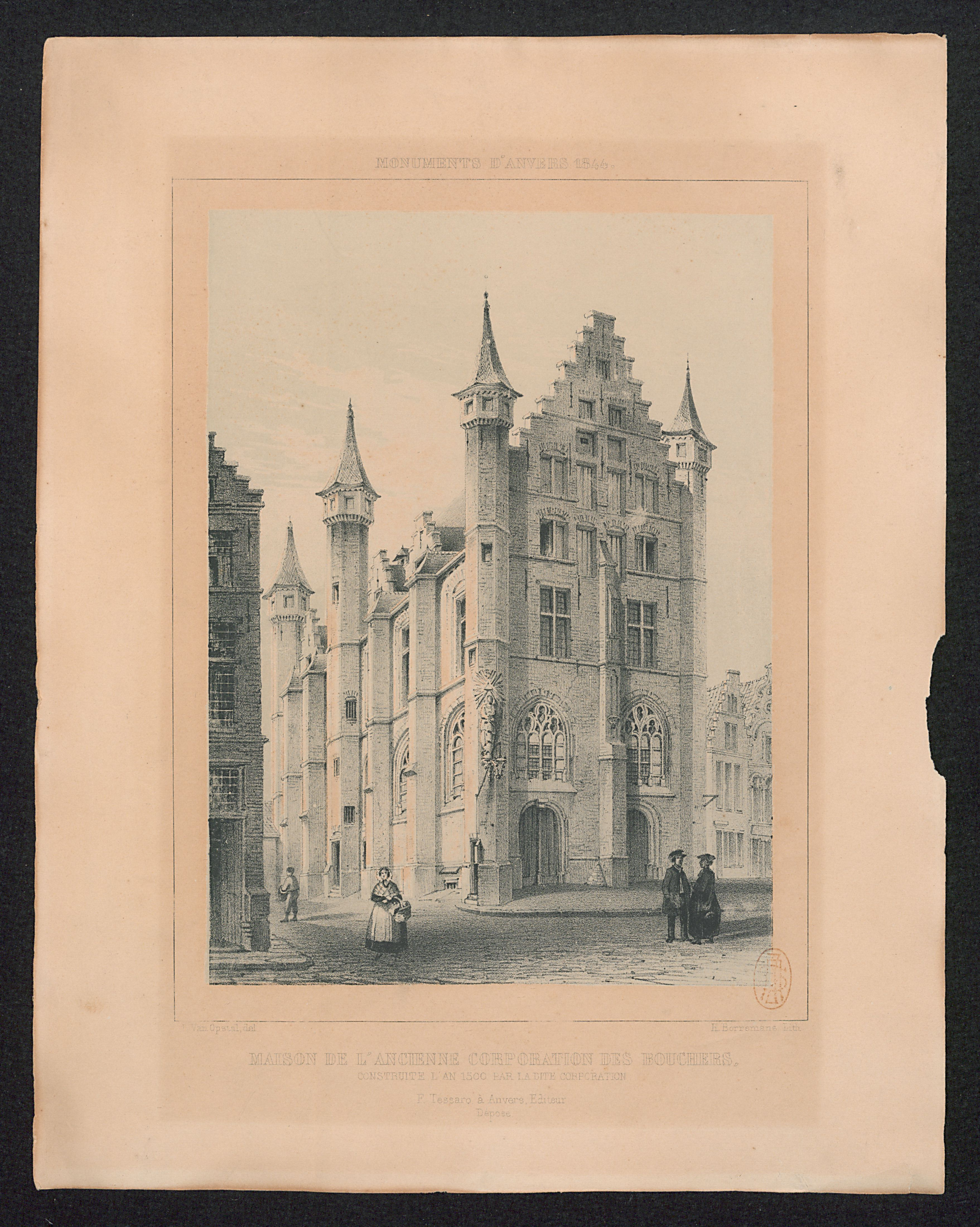
Vleeshuis te Antwerpen

In de middeleeuwen ontstonden er in Antwerpen gebouwen voor verkopers om hen de mogelijkheid te geven op een overdekte plaats handel te drijven. Het eerste Vleeshuis werd in 1250 gebouwd op de hoek van de huidige Krabbenstraat met de Kuipersstraat nabij de burcht van Antwerpen (Het Steen) specifiek om er geslachte dieren te verkopen.
Rond 1500, aan het begin van de Gouden Eeuw van Antwerpen, werd het gebouw te klein en door verwaarlozing was het ook vervallen. Het gilde van de slagers besloot om iets noordelijker een nieuw Vleeshuis te bouwen, dichter bij de Veemarkt. Daar werden de dieren geslacht en versneden. Het nieuwe gebouw moest ruimte bieden voor 62 slagers. Herman de Waghemakere ontwierp het gebouw en tussen 1501 en 1504 werd het gebouwd. Het is een laat-gotisch gebouw opgetrokken in rode baksteen en witte zandsteen. In de kelder kon vlees worden bewaard dat in de winkeltjes op de indrukwekkende benedenverdieping werd verkocht. Achteraan de benedenverdieping is een kapel. Op de eerste verdieping bevinden zich vergaderzalen en een keuken. Mogelijk waren op de eerste verdieping ook enkele winkeltjes van slagers. De tweede tot en met de vijfde verdiepingen, gelegen onder het dak, dienden als opslagruimtes.
Tijdens de bezetting van de Fransen in 1795 werden de gilden afgeschaft. Het Vleeshuis werd daarna vooral nog als opslagplaats gebruikt. Na 1830 namen verschillende kunstenaars hun intrek in het gebouw. Onder anderen Nicaise de Keyser, Gustave Wappers, Willem Geefs en Théodore Schaepkens werkten er. Omstreeks 1840 bracht de toneelmaatschappij Liede en Eendracht er regelmatig opera's, zangspelen en toneelstukken. Vanaf 1841 liet de toenmalige eigenaar, Joannes Daniel Peyrot, het Vleeshuis grondig verbouwen. De hoge, gewelfde benedenverdieping deelde hij op in twee verdiepingen. De poort naar de Bloedberg werd gesloten zodat de calvarie van Cornelis Van Dael uit 1741 (Christus), 1758 (Maria) en 1761 (Johannes) die voorheen aan de Zakbrug stond naar daar kon verhuisd worden.

## Museum

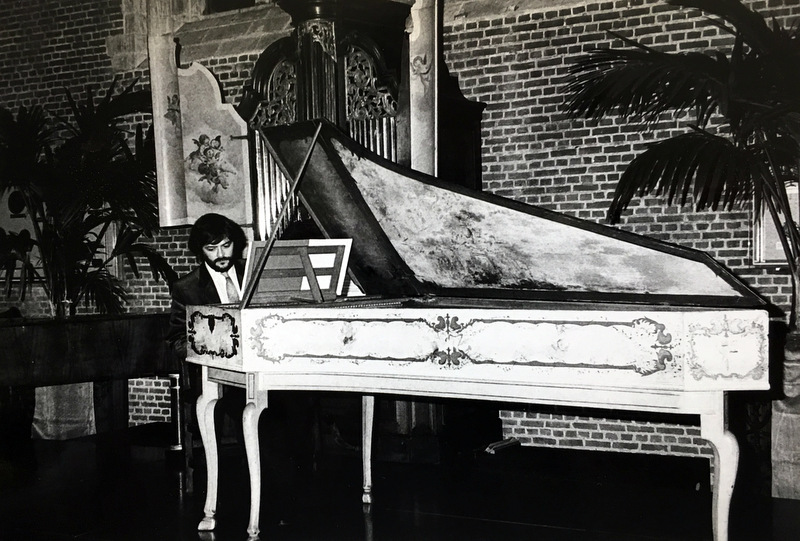
Jos van Immerseel bespeelt het Dulcken-klavecimbel (Museum Vleeshuis, c.1974)

Op het einde van de negentiende eeuw besliste de toenmalige Provinciale Commissie voor Monumentenzorg om in het Vleeshuis een museum in te richten voor de stukken uit de oudheid die in Antwerpen waren gevonden. Vanaf 1901 liet het Antwerpse stadsbestuur het gebouw restaureren door architect Alexis van Mechelen en in 1913 opende het museum. De bedoeling was om een zo breed mogelijk beeld te tonen van kunstproductie van de oudheid tot het heden. Het museum bezat een collectie metaal, keramiek, glaswerk, iconografie, wapens, houtsnijwerk, onderdelen van architectuur en interieur, en muziekinstrumenten. Ook paleontologische en Egyptologische objecten vonden hun weg naar het museum. Het museum kreeg tevens enkele historiserende stijlkamers, inclusief een reconstructie van de vergaderzaal van het beenhouwersgilde.
Onder impuls van conservator Jeannine Lambrechts-Douillez en mede dankzij een grote permanente bruikleen van het Koninklijk Conservatorium van Antwerpen kwamen vanaf 1967 de muziekinstrumenten steeds meer op de voorgrond. Geleidelijk aan vormde het museum zijn vaste tentoonstelling om.
Na een korte sluiting in 2006 opende het Vleeshuis opnieuw zijn deuren, nu onder leiding van conservator Karel Moens. Het museum kreeg vanaf dan de ondertitel 'Klank van de Stad'. Enkele jaren later werden alle objecten die niets met muziek te maken hadden, ondergebracht in het Museum aan de Stroom (MAS). Deze omvangrijke oudheidkundige of historische collectie kreeg de naam MAS | Collectie Vleeshuis.

## Museum Vleeshuis | Klank van de Stad

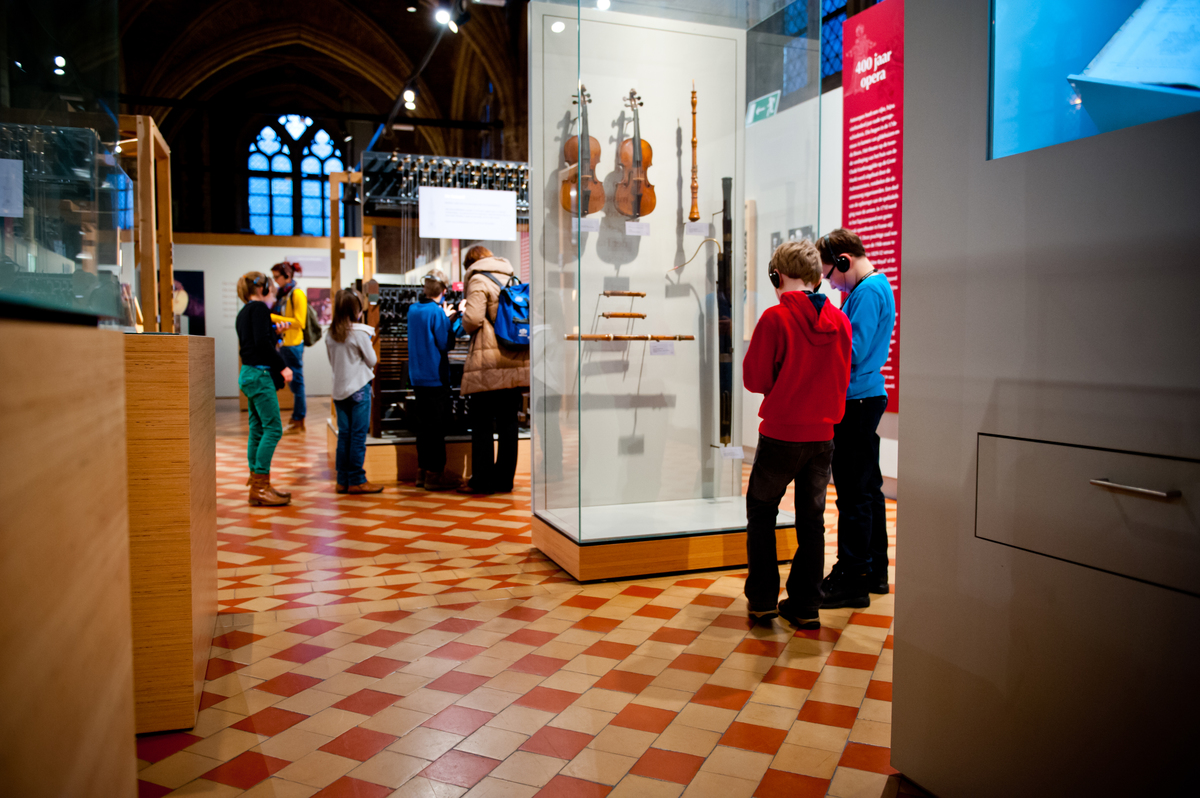
Binnengezicht van Museum Vleeshuis

Museum Vleeshuis | Klank van de Stad toont de evolutie van het (Antwerpse) muziekleven op de benedenverdieping en in de kelder van het gebouw. Het museum heeft volgende themasecties: Speellieden, Gezag en orde, Torenmuziek, Opera, Kerkmuziek, verschillende thema's rond huismuziek, Klokkengieterij Sergeys, Openbaar concertleven, Instrumentenatelier Van Engelen, en Dansmuziek.
Op de laatste woensdag van elke maand (behalve in juli, augustus en december) organiseert het museum een concert onder de titel Woensdagklanken. De focus ligt vaak op onbekende Belgische muziek. In het verleden bespeelden musici als Gustav Leonhardt, Jos van Immerseel, Kenneth Gilbert, Sigiswald Kuijken, Claire Chevalier en Korneel Bernolet de historische klavierinstrumenten in het museum. Onder meer Jos van Immerseel, Ewald Demeyere, Nicolas Callot en Lucas Blondeel namen cd's op in het Vleeshuis.
Vanaf 2025 zal het Vleeshuis volledig worden gerestaureerd. Na de restauratie zal het Vleeshuis opnieuw een muziekmuseum worden en zullen alle 7 verdiepingen weer toegankelijk zijn (in plaats van 2 verdiepingen vandaag (2023)).
Sinds 2013 is Museum Vleeshuis bevoegd voor de stadsbeiaard van de kathedraal. Stadsbeiaardiers Koen Van Assche en Liesbeth Janssens bespelen de beiaard drie keer per week. Tijdens de zomervakantie organiseert het Museum Vleeshuis beiaardconcerten, meestal in samenwerking met buitenlandse beiaardiers. Tijdens de zomerconcerten werken de beiaardiers soms samen met andere artiesten: in 2015 zong rapster Slongs Dievanongs met de beiaard, en in juli 2016 begeleidde de beiaard K3.
In 2013 werd de Orgelcollectie Ghysels aan het museum toegewezen.
Sinds 2021 publiceert het museum de reeks Vleeshuis Cahiers.
In september 2024 sloot het museum tijdelijk de deuren voor de restauratie van het monument. Na de heropening zullen de zeven bouwlagen van het Vleeshuis toegankelijk zijn.

## Lijst met topstukken uit de Klank van de Stad-collectie

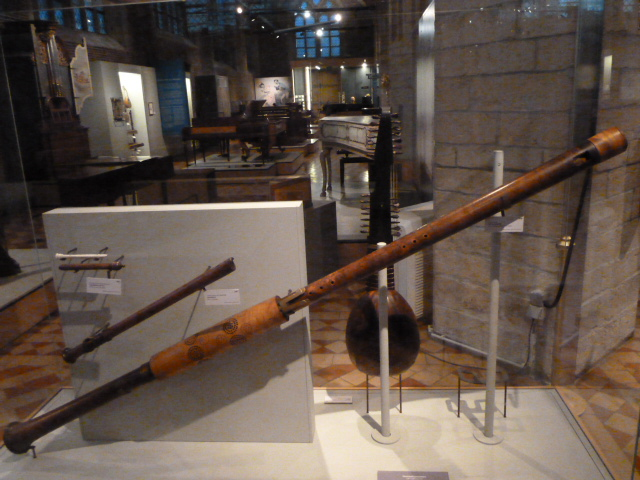
Contrabasblokfluit

Enkele bijzondere objecten uit het museum zijn:
- stormklok Orida uit de kathedraal (Antwerpen, 1316)
- een contrabasblokfluit uit het oude Oostershuis (Duitsland, midden 16de eeuw), erkend als Vlaams Topstuk
- verschillende klavecimbels van de Antwerpse familie Ruckers, uit de eerste helft van de zeventiende eeuw, waarvan er twee zijn erkend als Vlaams Topstuk
- een virginaal van Joannes Couchet (Antwerpen, 1650)
- een kabinetorgel van Ludovicus de Backer (Middelburg, 1745)
- een klavecimbel van Joannes Daniël Dulcken (Antwerpen, 1747)
- een pianoforte van Conrad Graf (Wenen, 1826)
- een tafelpiano van Charles Kadel (Brussel, omstreeks 1830)
- de zogenaamde 'Peter Benoit-piano', een vleugelpiano van Pleyel Wolff & Cie (Parijs, 1884)

Enkele van deze instrumenten worden nog bespeeld.

## Afbeeldingen

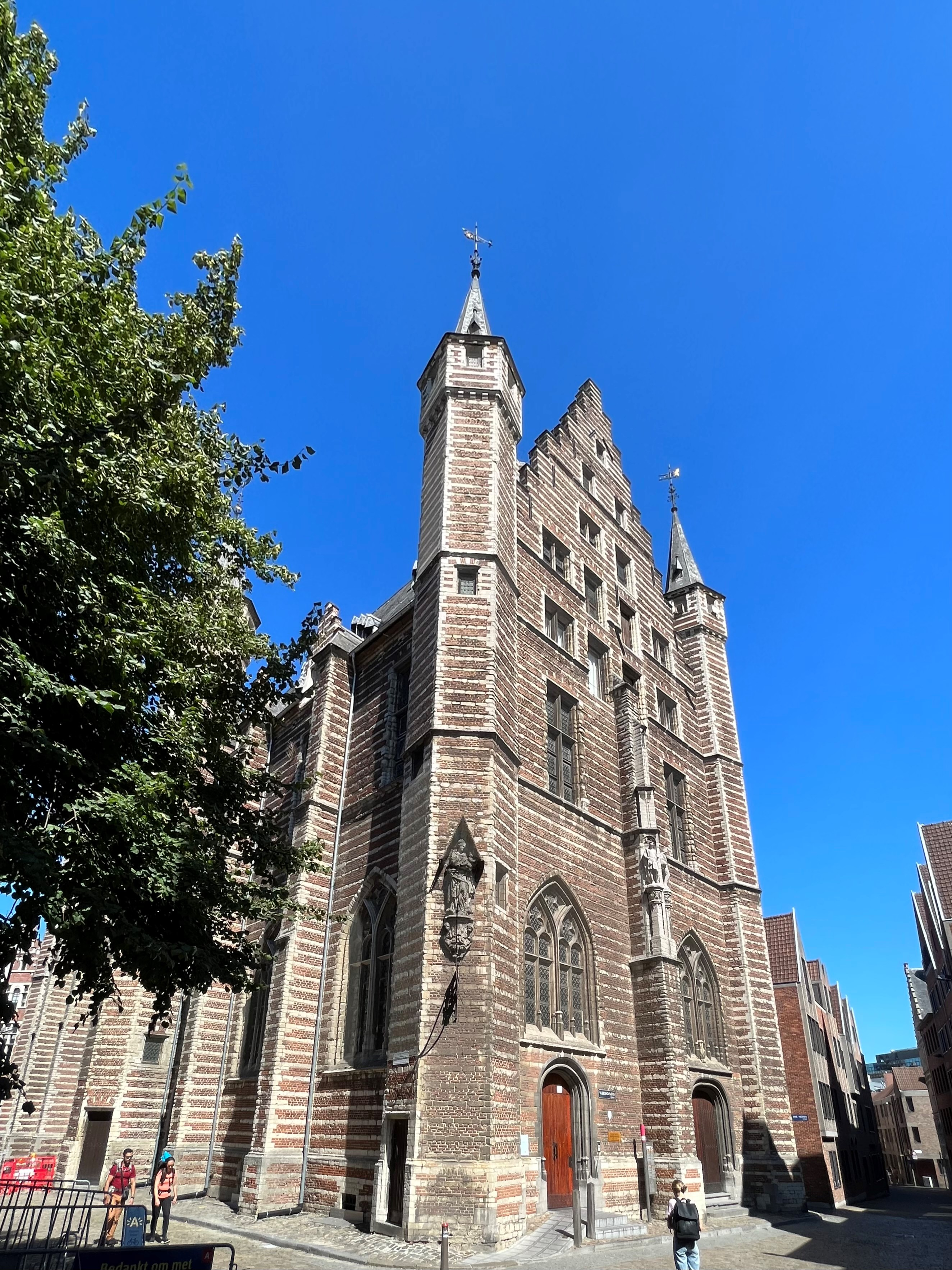
De voorgevel van Museum Vleeshuis
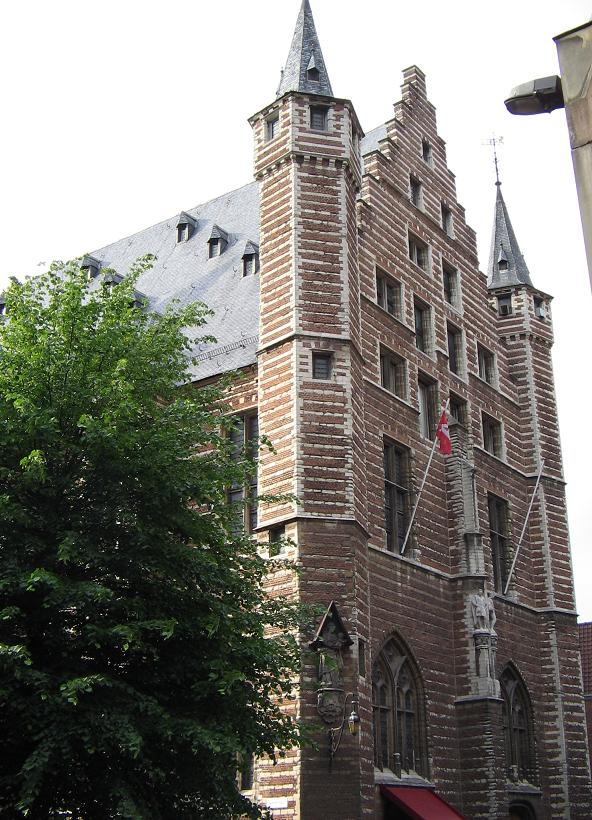
Voorzijde aan de Vleeshouwersstraat
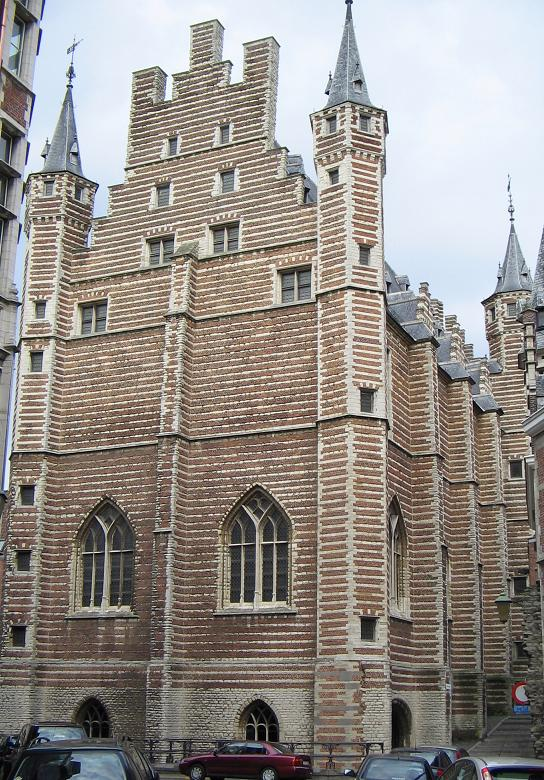
Achterzijde aan de Burchtgracht
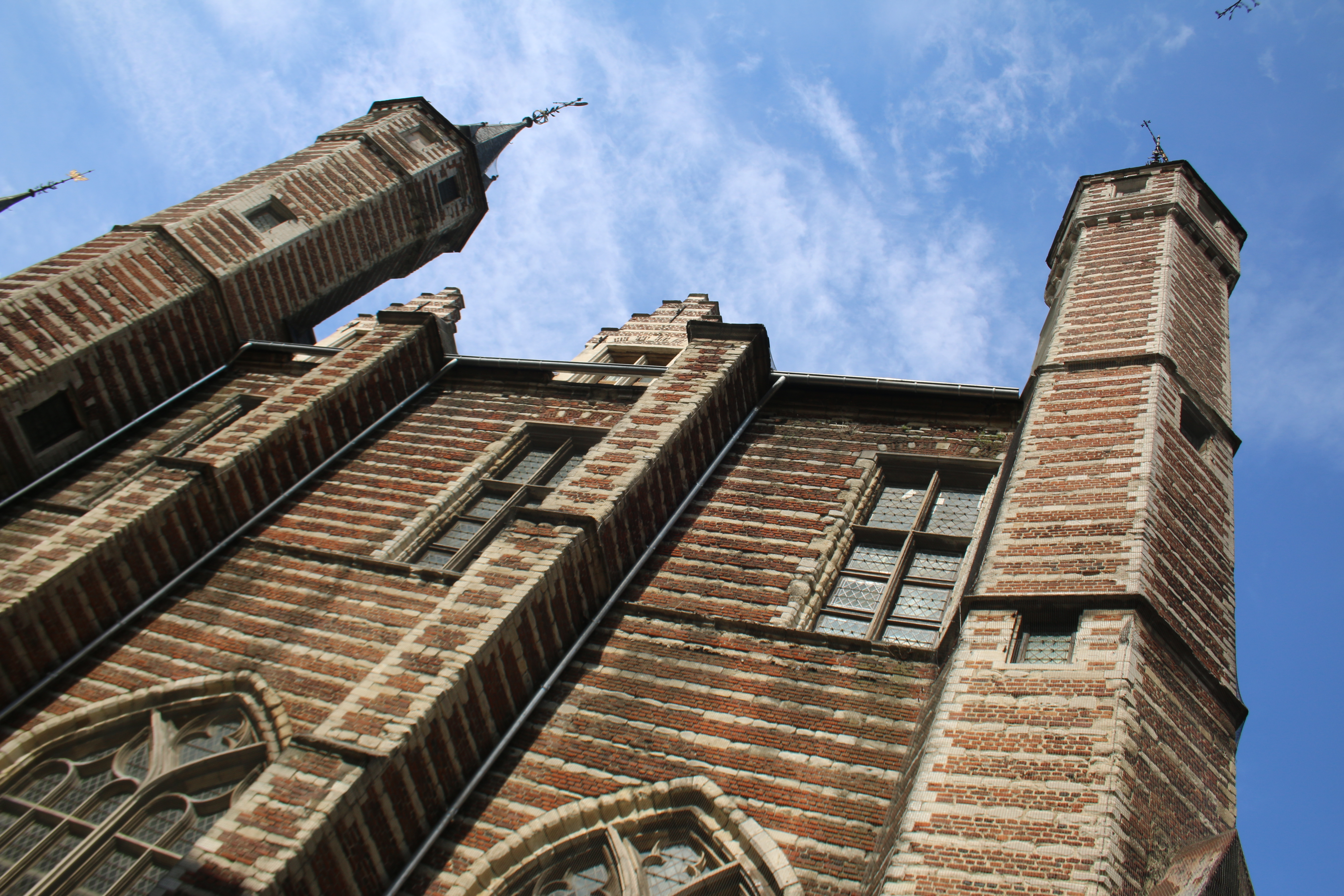
Zijkant langs de Repenstraat
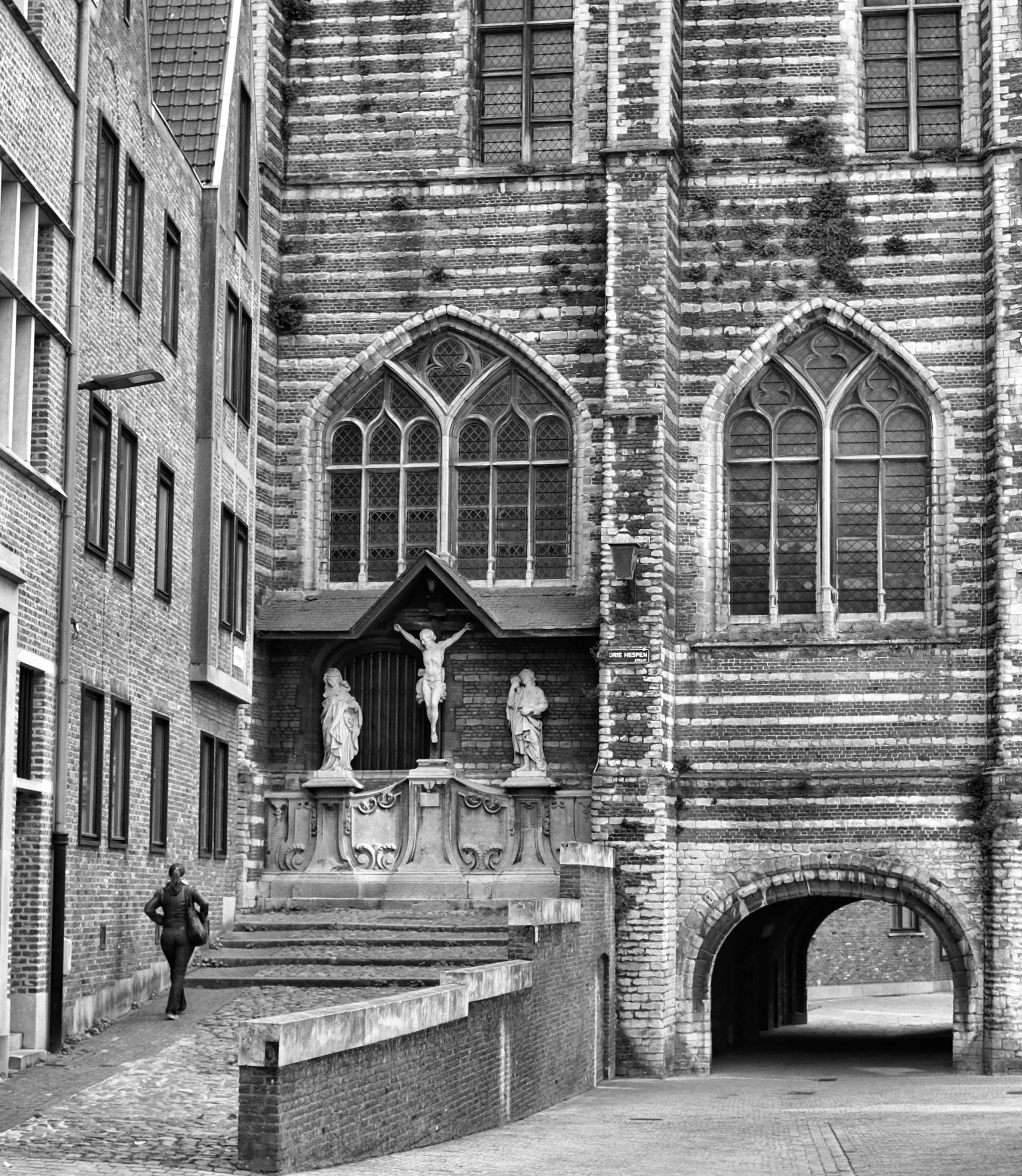
De overdekte Burchtgracht, onder het Vleeshuis, met links de Calvariegroep (Christus, Maria, Johannes) op de zgn. 'Bloedberg'
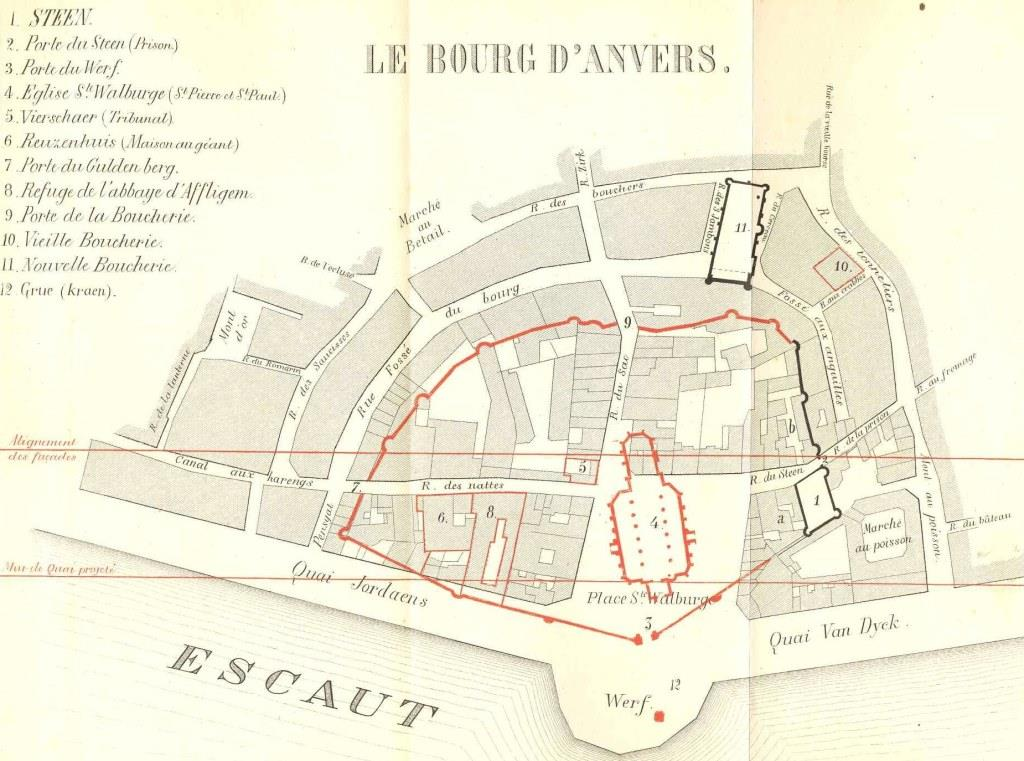
De oorspronkelijke plaats van het eerste (1250) en het tweede (1501) Vleeshuis
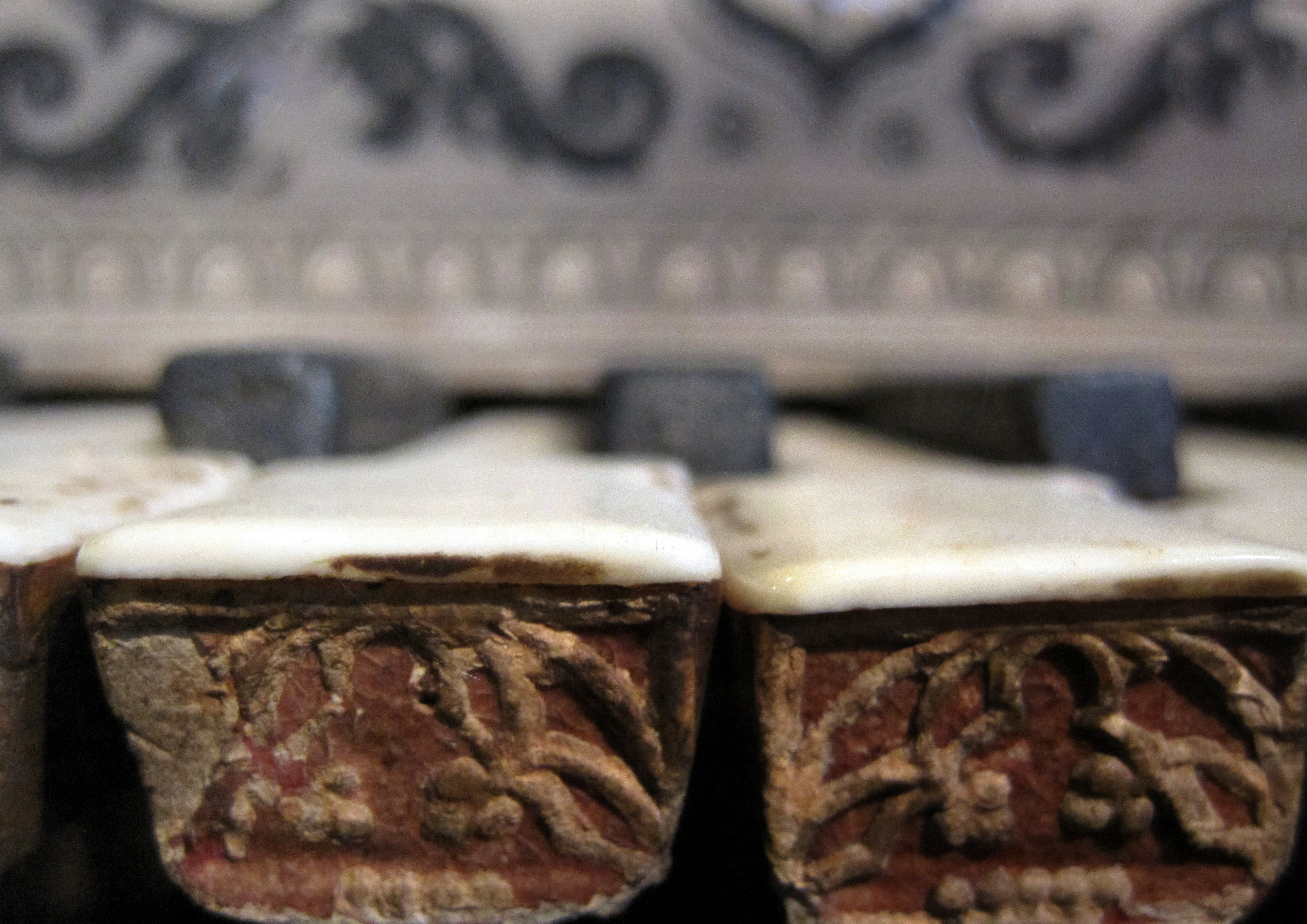
Detail van het Joannes Couchet-virginaal (Antwerpen, 1650) in het Museum Vleeshuis
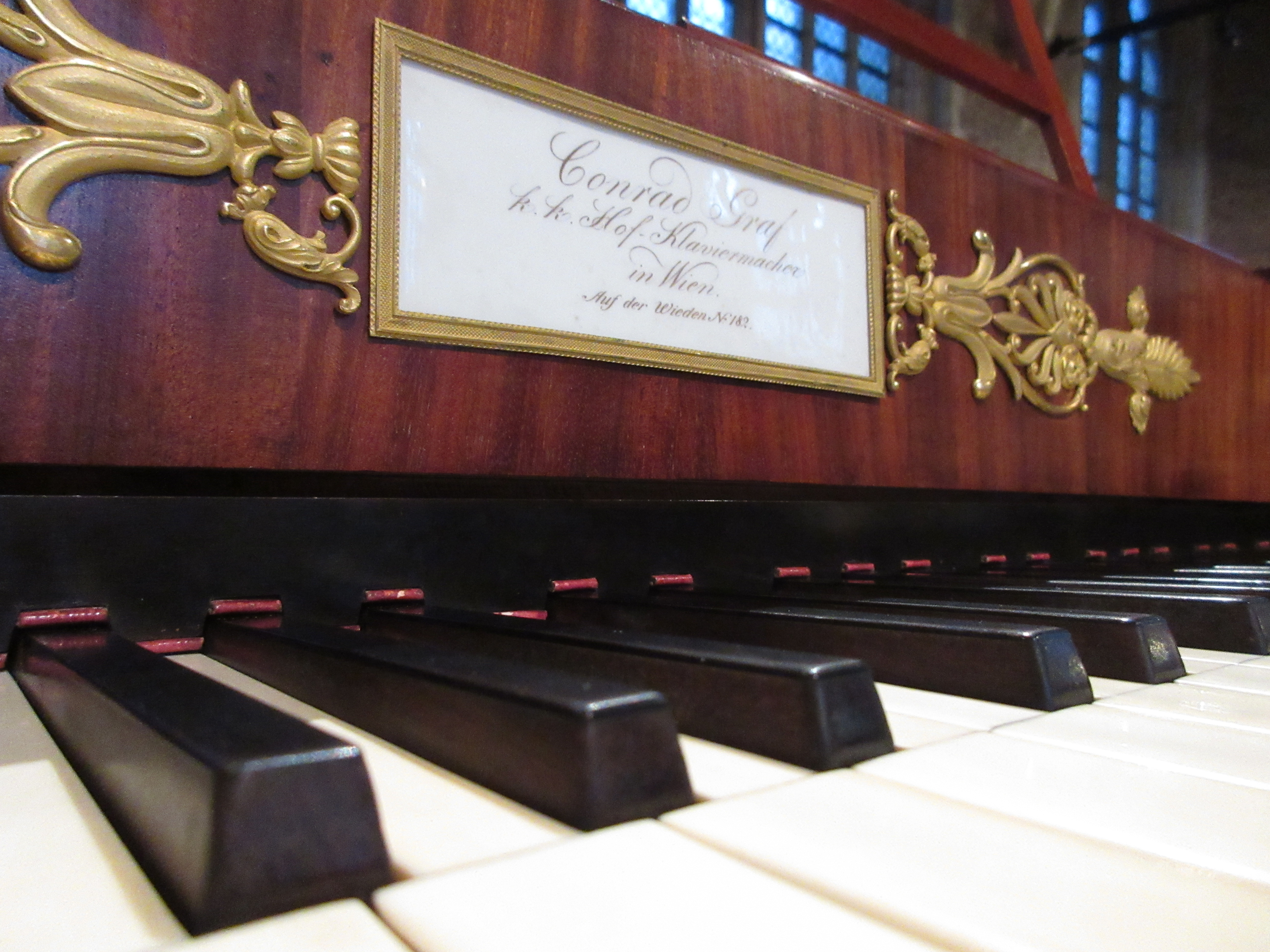
Detail van de Conrad Graf-pianoforte (Wenen, 1826) in het Museum Vleeshuis. Bruikleen van het Koninklijk Conservatorium van Antwerpen.
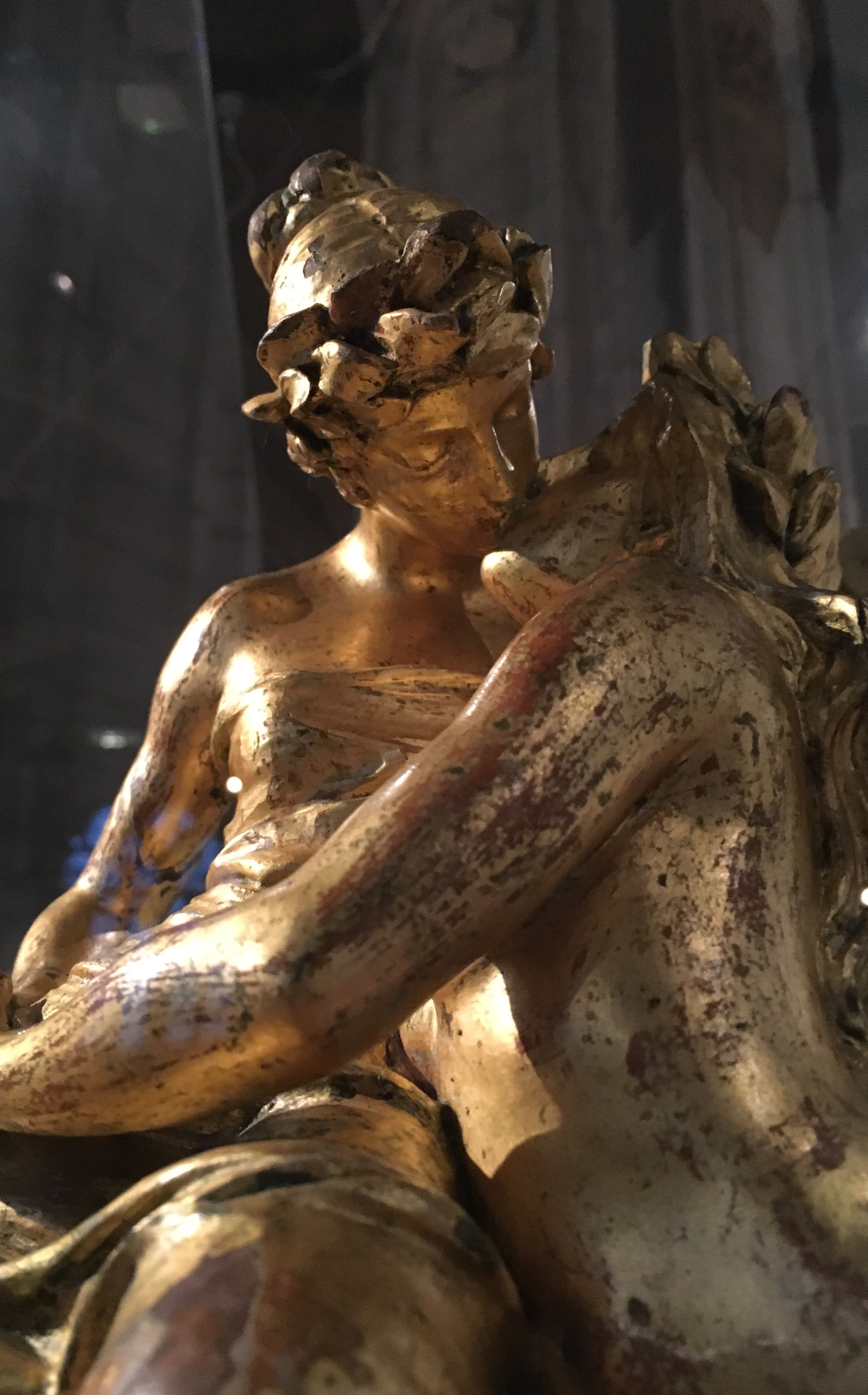
Detail van de Tedeschi & Raffael-harp (Milaan, ca.1900)
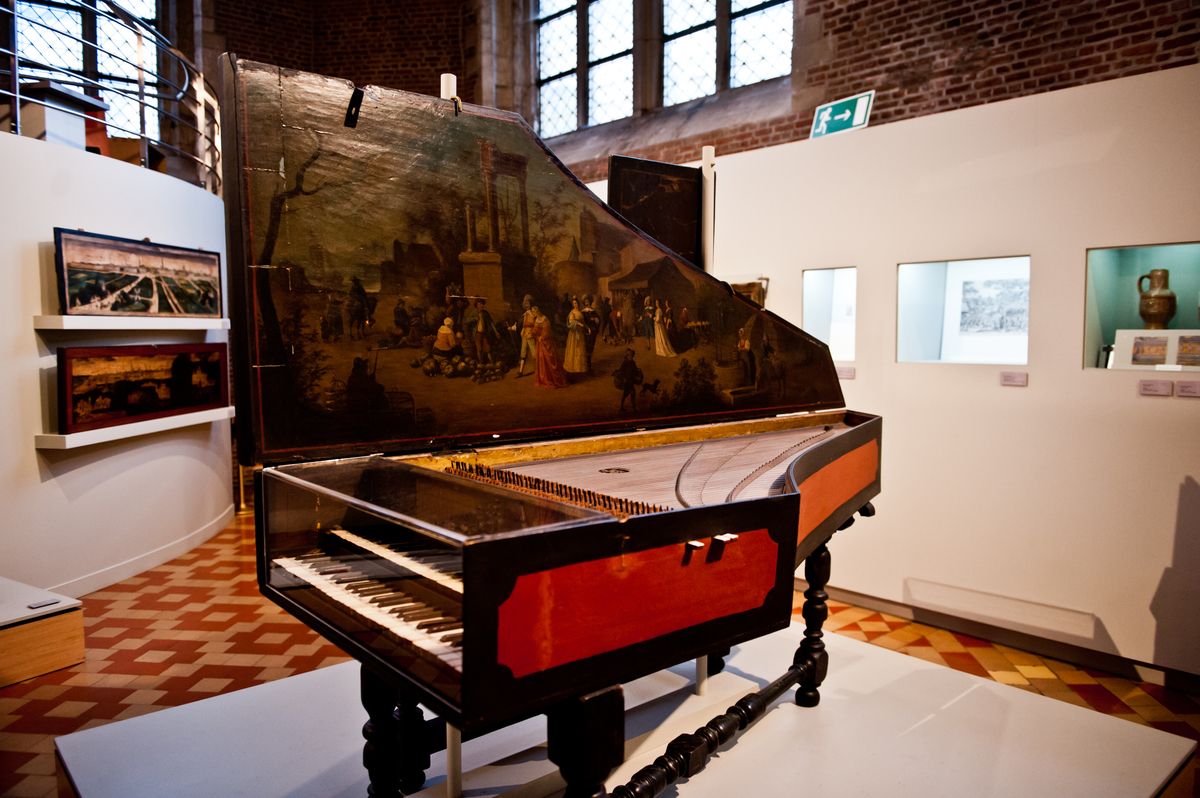
Binnengezicht van het Museum Vleeshuis
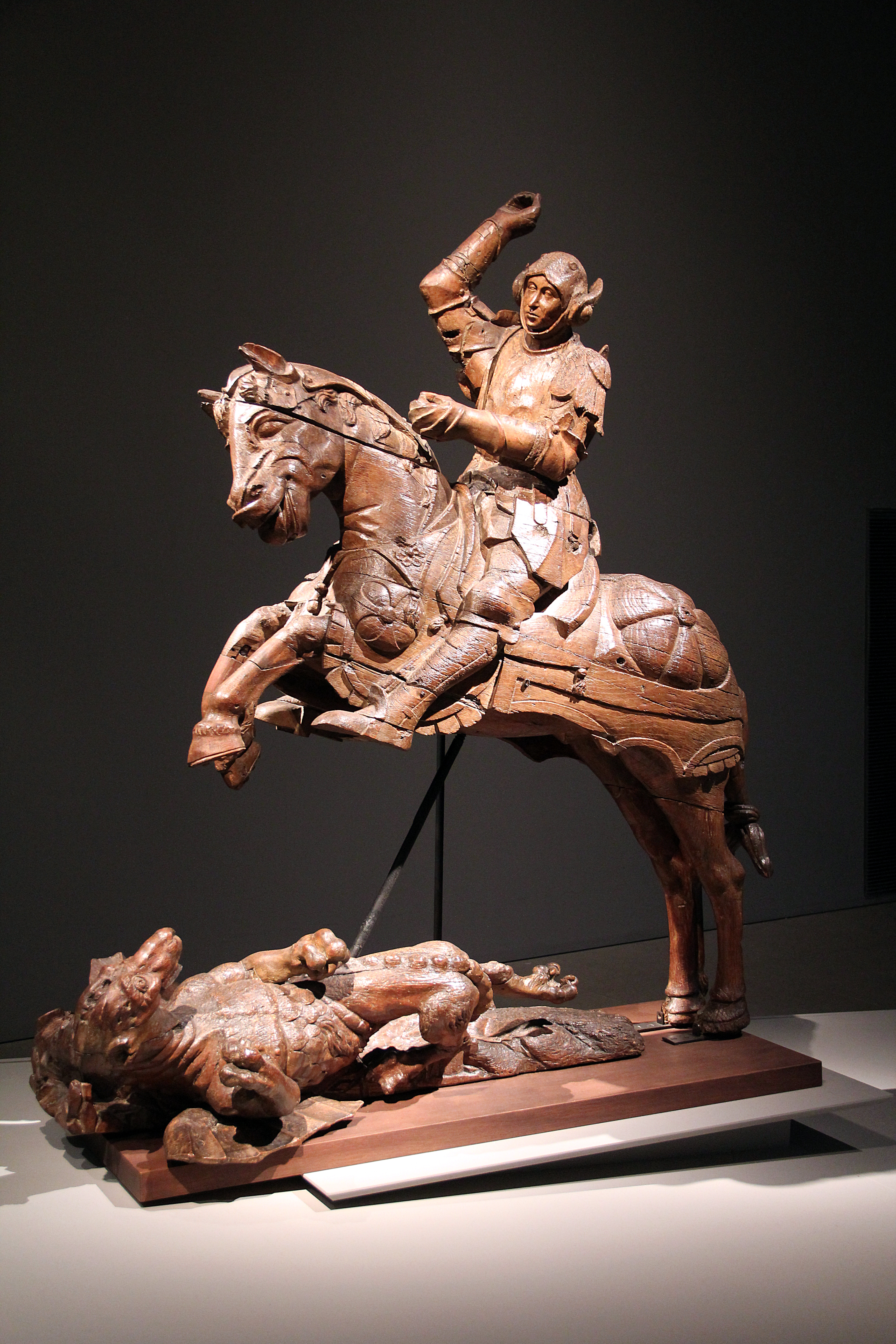
Gesneden eikenhouten groep voorstellende Sint-Joris die tegen de draak vecht (ca. 1514).